# Bernardino Llorca
Bernardino Llorca Vives S.J. (Oliva, Valencia, 1898 - Sant Cugat del Vallès, Barcelona, 1985) Historiador jesuita español. Fue profesor de Historia Eclesiástica en la Universidad Pontificia de Salamanca y coautor de la monumental Historia de la Iglesia católica (1953-1960), en 4 volúmenes publicada por la BAC. 

## Obras.
- La Inquisición en España. Barcelona: Labor, 1936, 317 pp. + XI láminas. (‘Colección Pro Ecclesia et Patria’). [Incluye un revisión crítica de algunos autores contrarios al Santo Tribunal.]
- Manual de Historia Eclesiástica. Barcelona: Labor, 1942, 898 pp.—Reediciones en 1946, 1951, 1955, 1960 y 1966.
- La Inquisición en España. Estudio crítico. Comillas (Santander): Universidad Pontificia, 1953, 190 + [5] pp. [Muy interesante, incluye un repertorio de obras adversarias, apologéticas y neutrales sobre el Santo Tribunal.]
- Nueva visión de la Historia del Cristianismo. Barcelona: Labor, 1956, 2 volúmenes. Tomo I,  871 pp.—Tomo II, 1.624 pp.
- Llorca, S.J., Bernardino (2001). Historia de la Iglesia católica I: Edad Antigua: la Iglesia en el mundo grecorromano (8ª edición). Madrid: Biblioteca de Autores Cristianos. ISBN 978-84-7914-228-5.
- Ángel de la soledad. Zaragoza: Religiosas Angélicas, 1970, 519 pp. (serie 'Religiones Angélicas') [Sobre la vida de la madre Genoveva Torres Morales, fundadora de las Hermanas del Sagrado Corazón de Jesús y de los Santos Ángeles.]—2.a ed., 464 pp.
- La Inquisición española y los Alumbrados (1509-1667): según las actas originales de Madrid y de otros archivos. Madrid : Biblioteca de "Estudios Eclesiásticos", 1936, XXII + 261 pp.—Reedición, Salamanca: Universidad Pontificia, 1980, 331 pp.